# Flemming Hansen (Politiker)

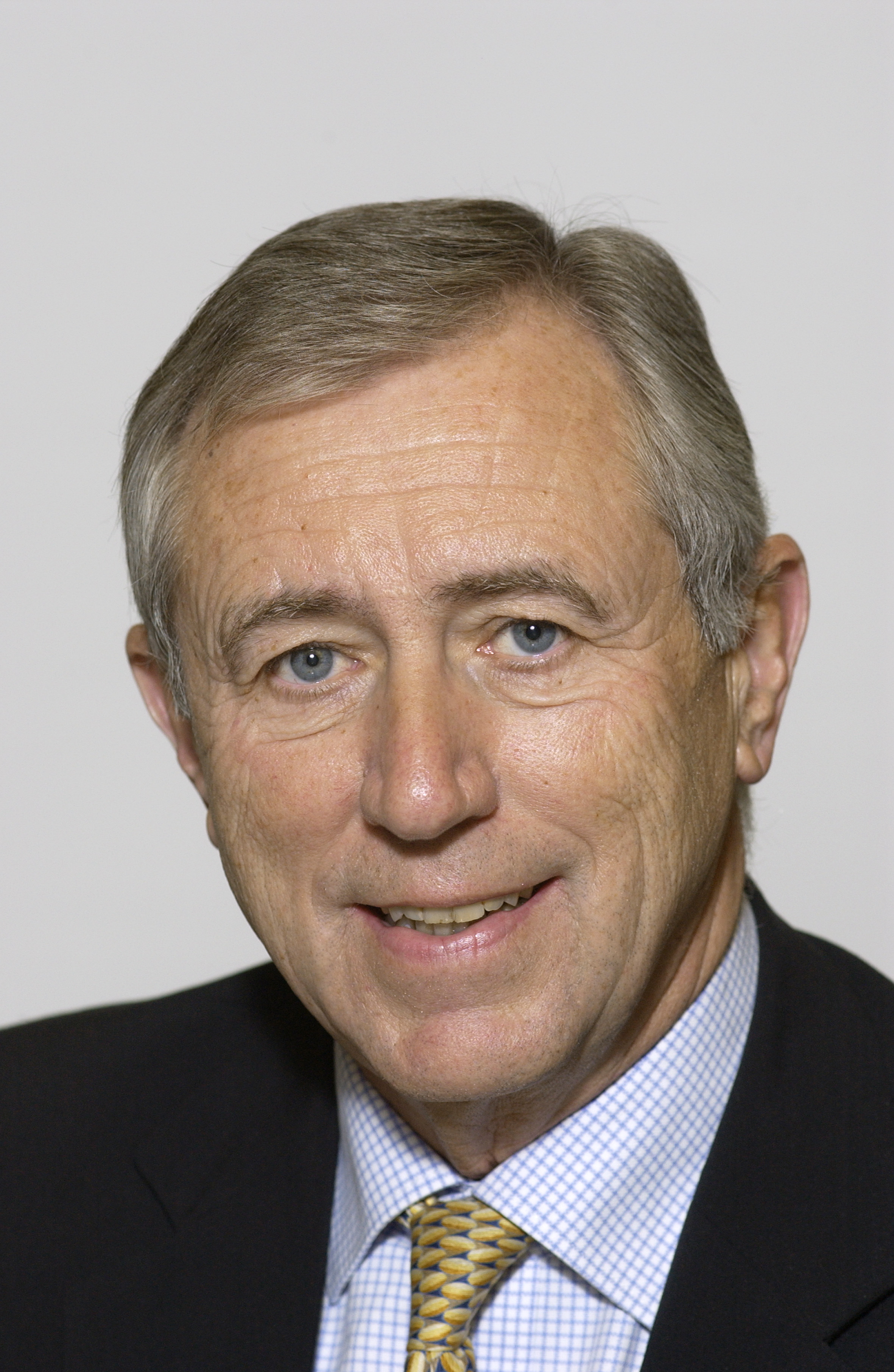
Flemming Hansen, 2003

Flemming Hansen (* 9. August 1939 in Kopenhagen; † 30. April 2021) war ein dänischer Politiker der Konservativen Volkspartei.

## Leben
Hansen war von 1984 bis 2007 Mitglied des dänischen Parlaments. Er war von 2001 bis 2005 Verkehrsminister im Kabinett von Anders Fogh Rasmussen, ab 2005 zusätzlich Energieminister. Im Zuge einer Kabinettsumbildung trat er 2007 aus Altersgründen zurück. Nachfolgerin als Verkehrsministerin wurde Carina Christensen.